# Rumanovo pleso
Rumanovo pleso (někdy označované také jako Nižné Rumanovo pleso) je karové jezero pod Rumanovou kopkou v Rumanové dolinke, která odbočuje ze Zlomiskové doliny ve Vysokých Tatrách na Slovensku. Má rozlohu 0,2610 ha. Je 70 m dlouhé a 48 m široké. Dosahuje maximální hloubky 2,8 m. Jeho objem činí 2730 m³. Leží v nadmořské výšce 2090 m a je jedním z nejvýše položených tatranských ples. Je pojmenované podle horského vůdce 19. století Jánu Rumanovi Driečném, který působil v Tatrách.

## Okolí
Na západě se nad plesem zvedá hřeben vycházející z Vysoké přes Dračí štít a na východě Rumanov štít a Zlobivá. Na severu je vyšší stupeň Rumanové dolinky s Vyšným Rumanovým plieskom a na jihu Rumanovo oko a Rumanova kopka na prahu oddělujicím Rumanové dolinku od Zlomiskové doliny.

## Vodní režim
Pleso nemá žádný povrchový přítok ani odtok. Náleží k povodí Ľadového potoka, který ústí do Popradského plesa. Rozměry jezera v průběhu času zachycuje tabulka:
| Rok     | Měření prováděl   | Rozloha ha | Délka m | Šířka m | Hloubka max.m | Objem m³ |
| ------- | ----------------- | ---------- | ------- | ------- | ------------- | -------- |
| 1961–67 | pracovníci TANAPu | 0,248      | 70      | 48      | [ 1 ]         | [ 1 ]    |
| 2005    | Gregor, Pacl      | 0,2610     | [ 1 ]   | [ 1 ]   | 2,8           | 2730     |

## Přístup
Přístup je možný pěšky pouze s horským vůdcem od Popradského plesa. Do dolinky nevede žádná turistická značka.